# آيت أويد ير (زاوية أحنصال)
آيت أويد ير هي إحدى مشيخات المملكة المغربية، تتبع جغرافيا لإقليم أزيلال وإداريًا لزاوية أحنصال. يقدر عدد سكانها بـ 677 نسمة حسب الإحصاء الرسمي للسكان والسكنى لسنة 2004.